# Planisfero

Un planisfero politico

Il planisfero è una carta geografica che rappresenta tutta la superficie della Terra utilizzando diversi tipi di proiezioni.

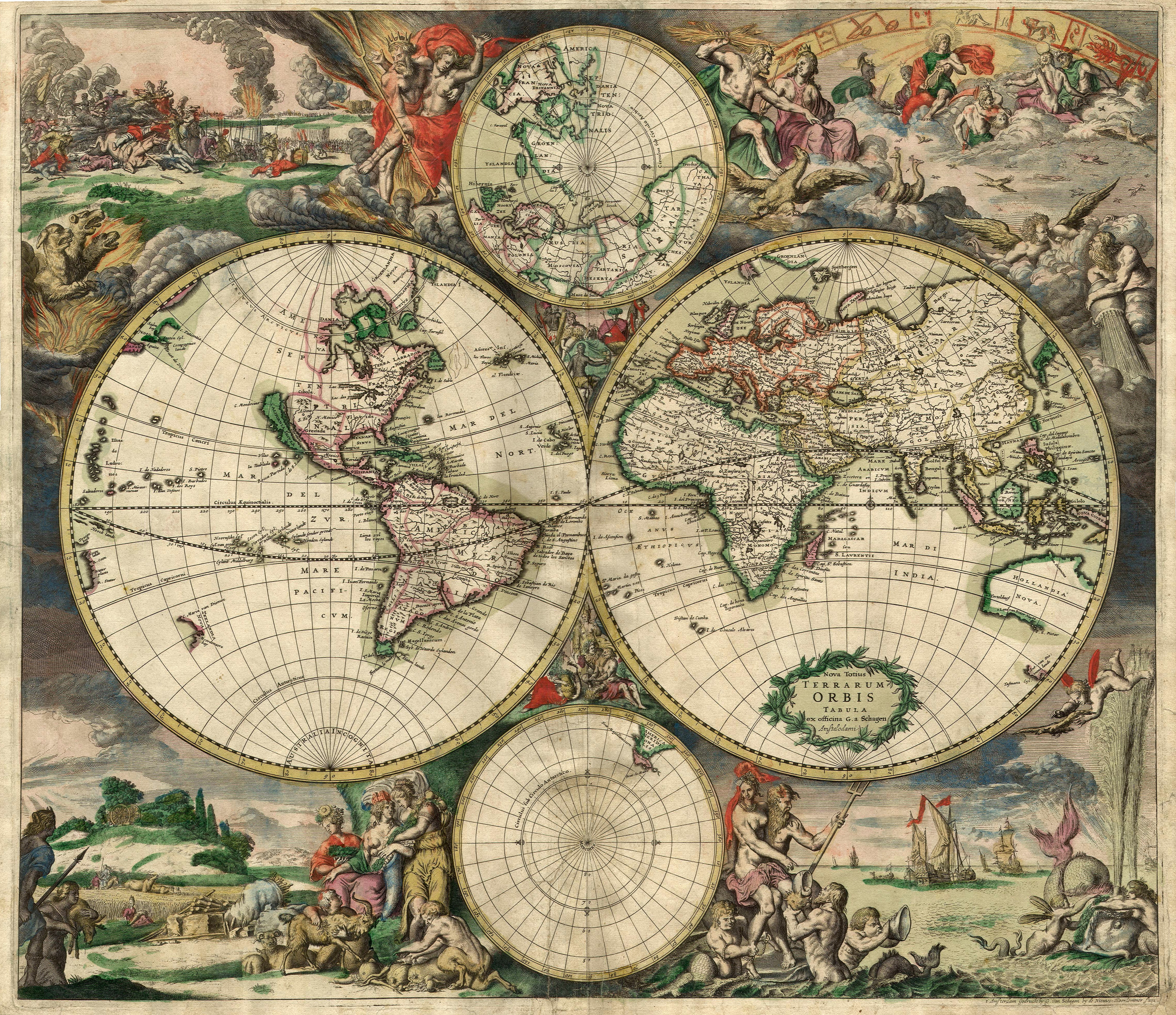
Planisfero prodotto ad Amsterdam nel 1689 secondo la proiezione di Nicolosi.

Lo scopo del planisfero è quello di fornire una raffigurazione piana della superficie sferica della Terra. Poiché è impossibile riprodurre su una superficie bidimensionale una superficie tridimensionale come quella sferica della Terra, a seconda che vogliano essere rispettati gli angoli, o le superfici o le distanze vengono usate proiezioni diverse.

Ipotetica ricostruzione del planisfero di Anassimandro

Il planisfero più antico di cui si abbia notizia viene attribuito ad Anassimandro di Mileto e risale al VI secolo a.C..